# Lewokumskoje
Lewokumskoje (ros. Левокумское) – wieś w Rosji, w Kraju Stawropolskim, ośrodek administracyjny rejonu lewokumskiego. W 2010 liczyła 10 302 mieszkańców.

## Urodzeni
- Grigorij Łaźko – radziecki wojskowy, generał LWP.